# Prague (Oklahoma)
Prague és una ciutat dels Estats Units a l'estat d'Oklahoma. Segons el cens del 2000 tenia 2.138 habitants.

## Demografia
Segons el cens del 2000, Prague tenia 2.138 habitants, 864 habitatges, i 567 famílies. La densitat de població era de 469 habitants per km².
Dels 864 habitatges en un 31,9% hi vivien nens de menys de 18 anys, en un 49,9% hi vivien parelles casades, en un 11,6% dones solteres, i en un 34,3% no eren unitats familiars. En el 30,9% dels habitatges hi vivien persones soles el 17% de les quals corresponia a persones de 65 anys o més que vivien soles. El nombre mitjà de persones vivint en cada habitatge era de 2,34 i el nombre mitjà de persones que vivien en cada família era de 2,91.
Per edats la població es repartia de la següent manera: un 25,3% tenia menys de 18 anys, un 7,8% entre 18 i 24, un 27,6% entre 25 i 44, un 19,9% de 45 a 60 i un 19,4% 65 anys o més.
L'edat mediana era de 39 anys. Per cada 100 dones de 18 o més anys hi havia 81,9 homes.
La renda mediana per habitatge era de 26.779 $ i la renda mediana per família de 32.137 $. Els homes tenien una renda mediana de 24.083 $ mentre que les dones 19.438 $. La renda per capita de la població era de 14.381 $. Entorn de l'11,3% de les famílies i el 17% de la població estaven per davall del llindar de pobresa.

## Poblacions més properes
El següent diagrama mostra les poblacions més properes.